# Morro de Môco
Morro de Môco także Serra Môco – najwyższy szczyt wyżyny Bije, Angoli i południowo-zachodniej Afryki; wysokość 2620 m n.p.m.; ostaniec zbudowany z odpornych na wietrzenie skał krystalicznych.